# محمدحسین فلاح
محمدحسین فلاح (زادهٔ ۱۷ اسفند ۱۳۷۸) بازیکن فوتبال اهل ایران است که در پست مدافع برای باشگاه فوتبال چادرملو اردکان در لیگ برتر خلیج فارس بازی می‌کند.

## عملکرد باشگاهی

### استقلال
وی نخستین بازی خود در لیگ برتر را در هفته دوازدهم لیگ ۱۴۰۰–۱۳۹۹ مقابل سایپا انجام داد؛ وی در این دیدار در دقیقهٔ ۸۳ به جای داریوش شجاعیان وارد زمین شد.
پیکان
از سال ۱۴۰۱ به باشگاه فوتبال پیکان پیوست و هم اکنون در این تیم مشغول به بازی است. 